# Август: Графство Осейдж (фильм)
«Август: Графство Осейдж» (англ. August: Osage County) — трагикомедия, основанная на одноимённой пьесе американского драматурга Трейси Леттса. Премьера спектакля «Август: Графство Осейдж» состоялась в Чикаго в 2007 году. Позже пьесу также ставили в Нью-Йорке на Бродвее, а в 2008 году Леттс за неё удостоен Пулитцеровской премии.
За экранизацию взялся режиссёр Джон Уэллс в 2012 году. Премьера фильма состоялась на кинофестивале в Торонто 9 сентября 2013 года.

## Сюжет
Речь в фильме идёт о членах большой семьи, собравшихся вместе после исчезновения отца — Беверли Уэстона. 
Все члены семьи встречаются в церкви на поминальной службе в день похорон отца.
Жена Вайолет Уэстон больна раком ротовой полости, после курса химиотерапии у неё начали выпадать волосы, однако она продолжает курить и принимать успокоительные лекарства. Её дочь — Барбара Уэстон — резко негативно относится к лекарственной зависимости матери.
Дочь Барбары и Билла, четырнадцатилетняя Джин, проходит сложный этап подросткового взросления. Барбара и Билл ссорятся из-за невозможности найти общий язык с дочерью. Барбара обвиняет Билла в инфантильности, а Билл обвиняет Барбару в излишней жёсткости. Стив, — жених ещё одной сестры семейства, Карен Уэстон, — начинает оказывать знаки внимания Джин, предлагая ей «дунуть травы». Кузен Чарли опаздывает на похороны, т. к. он забыл завести вечером будильник.
Несмотря на трагический повод, поминки по отцу проходят в довольно непринужденной обстановке. За столом Джин заявляет, что она вегетарианка, потому что не хочет питаться страхом животных. Её слова не воспринимают всерьёз и поднимают на смех. Настроение Вайолет постоянно меняется из-за принятых таблеток — она то безудержно смеётся и шутит, то начинает серьёзный разговор о завещании мужа, то прерывает диалог других членов семьи и пытается поменять тему разговора, то вспоминает, как им с мужем было трудно.
Не прерывая обед Вайолет пытается принять очередную порцию успокоительного, но Барбара отнимает у неё лекарства, а затем вместе с сёстрами устраивает в доме обыск и выбрасывает все найденные таблетки в унитаз. Затем Барбара приходит на приём к врачу матери, который сообщает ей о том, что у Вайолет начались когнитивные нарушения. В ответ Барбара обвиняет врача в том, что он бесконтрольно выписывает её матери таблетки.
Вечером сёстры, сидя на веранде, вспоминают о том, как их мать проходила курс реабилитации в психиатрической лечебнице. Разговор продолжается обсуждением отношений Айви Уэстон и Чарли. Затем сёстры присоединяются к Вайолет, которая делится воспоминаниями о молодости и своей матери — «скупой и мерзкой старухе».
На следующее утро Мэтти Фей Эйкен открывает Барбаре, что Чарли им не кузен, а единокровный брат. Мэтти Фей до сих пор сожалеет о случившемся. Вечером того же дня Стив и Джин раскуривают «косяк» на улице. Стив начинает приставать к Джин. Свидетелем этой сцены становится Джона, которая работает прислугой в доме. Она берет лопату и наносит несколько ударов Стиву. На шум выбегают остальные члены семьи и ругаются друг с другом.
Айви хочет сообщить матери о своих отношениях с Чарли и о планах уехать с ним в Нью-Йорк. Барбара всячески этому препятствует, не желая, чтобы мать узнала о тайне Чарли. Но неожиданно Вайолет сама спокойно говорит, что она знает об измене мужа. Расстроенная Айви уезжает из дома, а
Барбара и Вайолет продолжают выяснять отношения. Вайолет заявляет, что отец покончил с собой из-за Барбары. Барбара также покидает дом. В финальной сцене Джона обнимает изможденную Вайолет.

## В ролях
- Мерил Стрип — Вайолет Уэстон[6][7]
- Джулия Робертс — Барбара Уэстон[6]
- Джулианна Николсон — Айви Уэстон[8]
- Марго Мартиндейл — Мэтти Фей Эйкен[9]
- Джульетт Льюис — Карен Уэстон
- Крис Купер — Чарльз Эйкен-старший[10]
- Бенедикт Камбербэтч — «Малыш Чарли» Эйкен[10]
- Юэн Макгрегор — Билл Фордам[11]
- Дермот Малруни — Стив, жених Карен
- Эбигейл Бреслин — Джин Фордам, дочь Барбары и Билла[12]
- Мисти Апхэм — Джона, прислуга в доме Уэстонов
- Сэм Шепард — Беверли Уэстон

Известно, что Хлоя Морец пробовалась на роль Джин Фордам, но в итоге роль решили отдать Эбигейл Бреслин.

## Съёмки
Съёмки фильма проходили в Оклахоме, где действие происходит и по пьесе, а также в студиях Лос-Анджелеса.

## Прокат
В Израиле фильм вышел в прокат 26 декабря 2013 года, в Бразилии — 27 декабря 2013 года, в Испании, Канаде и США — 10 января 2014 года, в Италии, России и Чехии — 30 января 2014 года, в Аргентине, Дании и Уругвае — 6 февраля 2014 года.

## Награды и номинации
- 2013 — две премии Голливудского кинофестиваля: лучшая женская роль второго плана (Джулия Робертс), лучший ансамбль года.
- 2014 — две номинации на премию «Оскар»: лучшая женская роль (Мерил Стрип), лучшая женская роль второго плана (Джулия Робертс).
- 2014 — две номинации на премию «Золотой глобус»: лучшая женская роль в комедии или мюзикле (Мерил Стрип), лучшая женская роль второго плана (Джулия Робертс).
- 2014 — номинация на премию BAFTA за лучшую женскую роль второго плана (Джулия Робертс).
- 2014 — 3 номинации на премию Гильдии киноактёров США: лучшая женская роль (Мерил Стрип), лучшая женская роль второго плана (Джулия Робертс), лучший актёрский ансамбль.
- 2014 — номинация на премию Гильдии сценаристов США за лучший адаптированный сценарий (Трейси Леттс).

## Отзывы и критика
Обозреватель «Вестей ФМ» Антон Долин нашёл этот фильм «достойным, хотя и не выдающимся», но посоветовал «немедленно бежать его смотреть» из-за актёрской игры Джулии Робертс. Илья Миллер в обзоре для РБК Стиль отмечает богатый материал пьесы, «напичканной взрывоопасными темами — здесь есть место адюльтеру, инцесту, суициду, педофилии, наркомании и алкоголизму», но находит что «фильм безнадежно провисает» из-за слабой режиссёрской работы.
Обозреватель «Новой газеты» Лариса Малюкова также пишет «Порой кажется, что не режиссёр ведет актёров, а они его. Поэтому фильм распадается на пунктир блестящих бенефисов» и ругает русский дубляж картины; при этом она, как и другие критики, отмечает игру Мерил Стрип («как всегда не ведает пределов профессии, бесстрашно играет на краю сознания и безумия, безоглядной любви и патологического эгоизма») и Джулии Робертс («неожиданна и хороша»).